# Illuminate... (The Hits and More)
Illuminate... (The Hits and More) è un album in studio del gruppo pop britannico 911, pubblicato nel 2013.
Il disco è composto da canzoni già edite registrate in nuove versioni e da sette nuove tracce.

## Tracce
1. Bodyshakin' (2013 version) – 3:33
2. Don't Make Me Wait (Piano & vocal version) – 4:08
3. The Journey (Orchestral version) – 4:30
4. More Than a Woman (2013 version) – 3:21
5. The Day We Find Love (Piano & vocal version) – 3:15
6. Love Sensation (2013 version) – 3:45
7. A Little Bit More (2013 version) – 2:42
8. 2 Hearts 1 Love – 3:33
9. Diamonds – 4:01
10. I Do – 3:27
11. In Another Life – 2:37
12. Light Me Up – 3:49
13. Alive – 3:42
14. Illuminate – 3:54

## Formazione
- Lee Brennan
- Jimmy Constable
- Spike Dawbarn